# Palura
Palura là một chi bướm đêm thuộc họ Noctuidae.